# Uwe Möhrle
Uwe Möhrle (ur. 3 grudnia 1979 w Überlingen) – niemiecki piłkarz grający na pozycji obrońcy w niemieckim klubie Energie Cottbus.